# 오촌 (나라현)
오촌(多村)은 나라현 북서부 시키군에 속해있던 촌이다. 현재의 다와라모토정에 해당한다.

## 역사
- 1889년 4월 1일 - 정촌제 시행에 의해 도이치군 오촌이 성립하였다.
- 1897년 4월 1일 - 시키군으로 소속이 변경되었다.
- 1956년 9월 30일 - 다와라모토정, 가와히가시촌, 히라노촌, 미야코촌과 합병해 새로운 다와라모토정이 성립하여, 동일 오촌은 폐지되었다.

## 교통

### 철도
- 긴키 닛폰 철도
  - 긴테쓰 가시하라선

### 도로
- 국도 제24호선